# Vanceburg
Vanceburg város az Amerikai Egyesült Államok Kentucky államában, Lewis megyében, melynek megyeszékhelye is. Lakosainak száma 1428 fő (2020. április 1.).

## Népesség
A település népességének változása:

| 2010 | 1 518 |
| 2020 | 1 428 |